# Mravenec faraon

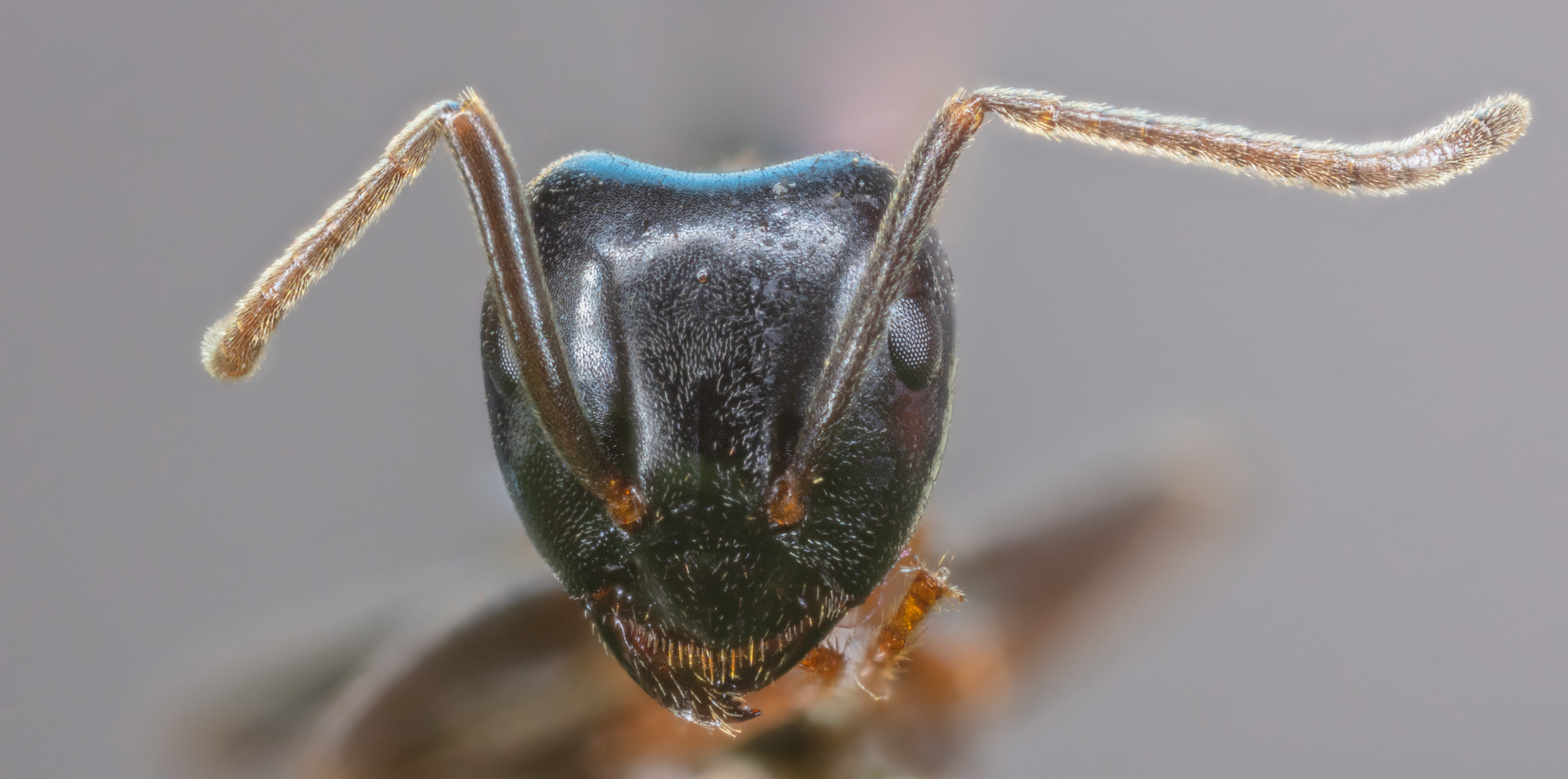
Detail

Mravenec faraon (Monomorium pharaonis) je asi 2 mm velký, žlutý nebo světle hnědý druh mravence.

## Popis
V současnosti se vyskytuje po celém světě. Je teplomilný, proto se zdržuje ve vytápěných domácnostech. Na rozdíl od většiny jiných druhů mravenců se v jedné kolonii vyskytuje více královen (2 až 200). Jedna královna žije pouze tři měsíce, což je nejkratší známá doba u mravenců.[zdroj?] Kolonie může mít stovky tisíc jedinců.[zdroj?] Sousední kolonie spolu navzájem nesoupeří, což rovněž není u mravenců běžné.

## Škodlivost a likvidace
Mravenec faraon je nebezpečný zejména vinou roznášení chorob a kontaminace potravin. Je všežravý a nelze jej hubit insekticidy, jelikož toto počínání je rozežene po celém objektu. Je možné přerušit cestičky mravenců medem, zubní pastou či lepidlem, anebo je posypat prostředky k tomu určeným či sypkou kyselinou boritou. Lepší účinek mají látky, které faraony přímo nezabijí, ale učiní jejich královny neplodnými. Mravenci, již přijdou do kontaktu s kontaminovanou plochou, donesou do hnízda na svých tělíčkách použitou chemikálii, která zamezí královně v dalším kladení vajíček. V objektu může být hnízd mnoho, proto je třeba návnadu rozmístit na různá místa.